# Curdistão Ocidental

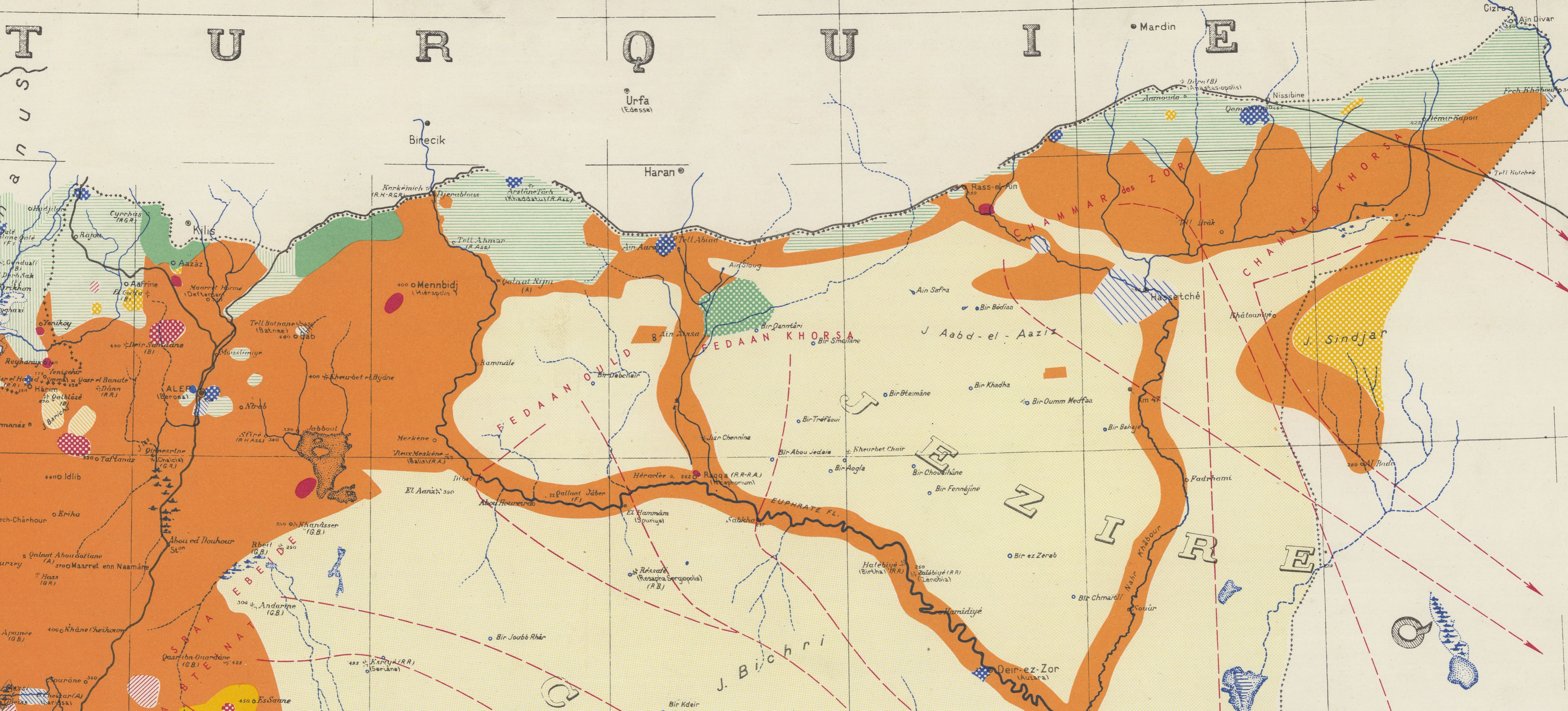
Curdistão Ocidental (hachura horizontal verde) na época do Mandato Francês (1935)

Localização das comunidades de língua curda no Oriente Médio (Le Monde diplomatique, 2007)

Curdistão Ocidental ou Curdistão Sírio (em curdo:  Rojavayê Kurdistanê), frequentemente abreviado como Rojava, é considerado por muitos curdos e alguns especialistas regionais como parte do Curdistão na Síria,  medida em que pode ver sul - oriental Turquia (Curdistã do Norte), norte do Iraque (Curdistão do Sul) e noroeste do Irão (Curdistão oriental). Há ambigüidade quanto à sua extensão geográfica e o termo tem diferentes significados dependendo do contexto. Cerca de 80% dos curdos ocidentais vivem em regiões predominantemente curdas ao longo da fronteira entre a Síria e a Turquia.

## História do termo

1803 Atlas Cedid Otomano, mostrando a interpretação otomana do Curdistão em azul (incorporando muito pouco da Síria moderna).

Embora o nacionalismo curdo tenha uma longa história  a extensão do Curdistão tem sido contestada ao longo do tempo . Os curdos viveram em um território que agora faz parte da República Árabe Síria por séculos   e, após a divisão do Império Otomano, a população curda otomana foi dividida entre seus estados sucessores, a Turquia, o Mandato Britânico da Mesopotâmia e o Mandato para a Síria e o Líbano. Antes da década de 1980, as regiões curdas da Síria eram geralmente consideradas "regiões curdas da Síria".  Os partidos curdos locais geralmente mantinham ideologias que permaneceram dentro de uma estrutura nacionalista síria firme e não aspiravam a um estado curdo independente.  Na década de 1920, havia duas demandas distintas por autonomia para as regiões de maioria curda, uma de Nouri Kandy, um curdo influente das montanhas curdas, e outra dos chefes tribais curdos da confederação Barazi. Nenhum dos dois foi levado em consideração pelas autoridades do Mandato Francês, que incluíram o Curdistão Ocidental em seu estado efêmero, o Estado de Alepo .
As referências ao território sírio como parte do Curdistão tornaram-se mais prevalentes entre os curdos ocidentais nas décadas de 1980 e 1990, um desenvolvimento alimentado pelo Partido dos Trabalhadores do Curdistão (PKK), que foi baseado na Síria depois que Hafez al-Assad lhe deu abrigo após o golpe turco de 1980. A presença do PKK reforçou o nacionalismo curdo na Síria, onde os partidos curdos locais anteriormente careciam de um "projeto político claro" vinculado a uma identidade curda, em parte devido à repressão política do governo sírio. Apesar do papel do PKK na promoção de aspirações a um Curdistão independente, o Partido da União Democrática (PYD) (o sucessor sírio do PKK)  e o PKK não aspiram mais a um estado curdo. Hoje, eles clamam pela abolição das fronteiras dos "estados em geral, porque ambas as partes, junto com o resto da União das Comunidades do Curdistão, acreditam que não é necessário criar um estado. Separar os curdos como o fariam seu projeto internacional permite a remoção das fronteiras que separam o Curdistão por meios indiretos.
A ideia de um Curdistão sírio tornou-se ainda mais relevante após o início da guerra civil síria, quando as áreas habitadas por curdos no norte da Síria ficaram sob o controle de facções dominadas pelos curdos. O PYD estabeleceu uma administração autônoma no norte da Síria, que às vezes chamou de "Rojava" ou "Curdistão Ocidental". Em 2014, muitos curdos sírios usaram esses nomes para designar o nordeste da Síria. Partidos nacionalistas curdos, como o Conselho Nacional Curdo (CNC), começaram a pedir a criação de um estado curdo sírio, levantando preocupações entre os nacionalistas sírios e alguns observadores. No entanto, à medida que o governo liderado pelo PYD assumia áreas de controle cada vez mais diversificadas etnicamente, o uso da "Rojava" para que a fusão proto-estado fosse gradualmente reduzida em contextos oficiais, embora o regime político continuasse a ser referido como Rojava pelo povo e países ao redor do mundo. observers, com o jornalista Metin Gurcan observando que "o conceito de Rojava [tornou-se] uma marca cada vez mais reconhecida" em 2019.

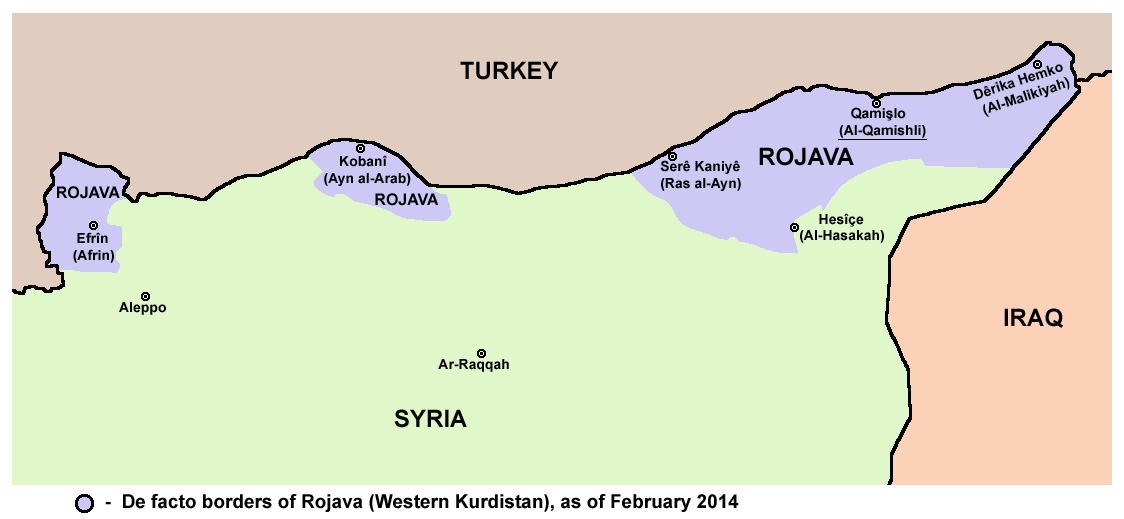
A administração autônoma do norte e leste da Síria em 2014, chamada de 'Curdistão Sírio' pelo Projeto Curdo

O Curdistão sírio, como o resto do Curdistão, não está claramente definido e sua extensão está sujeita a interpretações variadas. Após a partilha do Império Otomano e o estabelecimento da República da Turquia em 1923, a população curda otomana foi dividida entre seus estados sucessores, a Turquia, o  Mandato Francês da Síria e do Líbano e o Mandato Britânico da Mesopotâmia. O Curdistão sírio é adjacente ao Curdistão de norte a norte e ao Curdistão de sul a leste. Dependendo de suas diferentes interpretações, a maioria dos mapas etnográficos mostra duas ou três regiões distintas predominantemente curdas ao longo da fronteira entre a Síria e a Turquia.

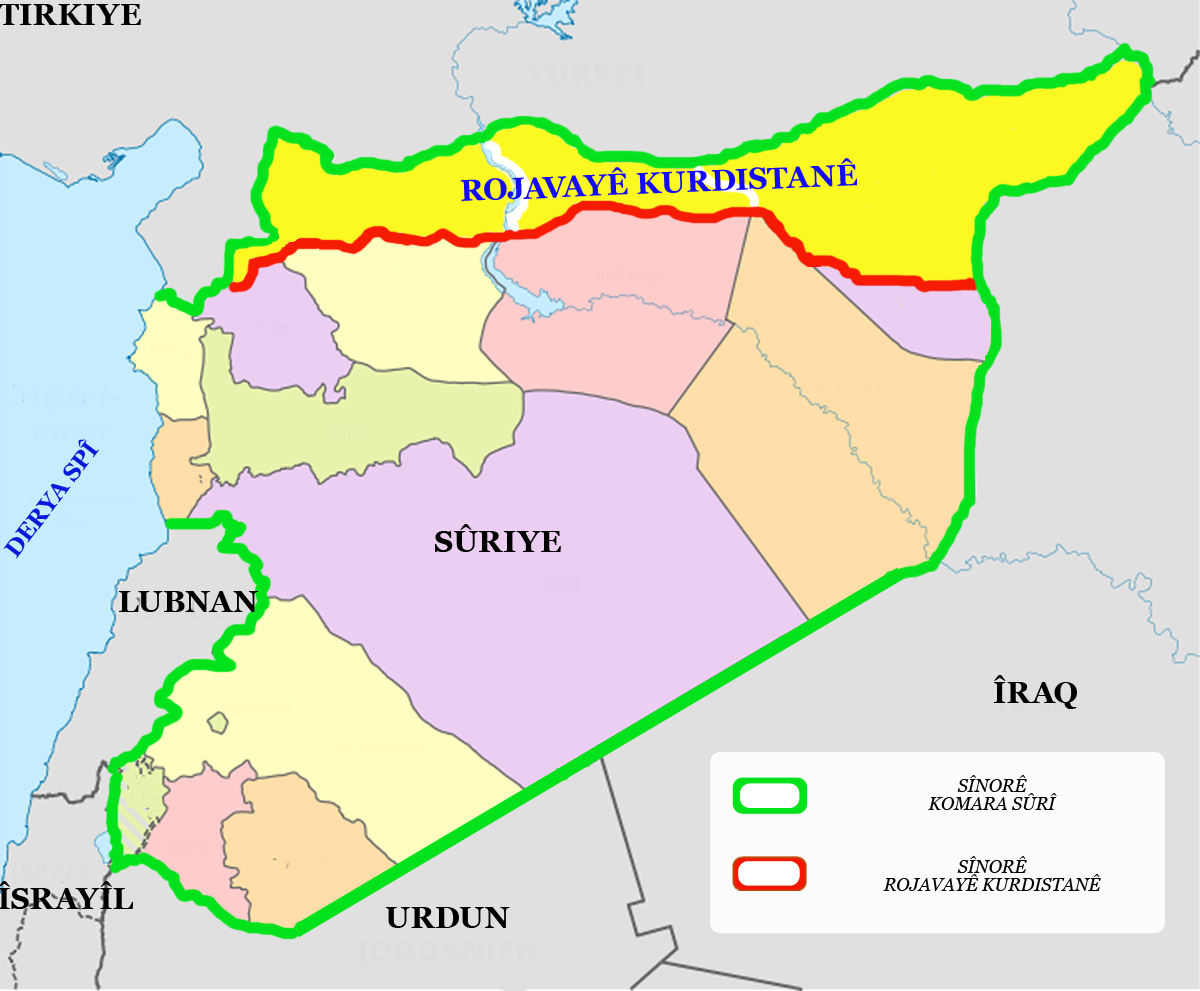
Visão nacionalista curda do Curdistão Ocidental, apoiada em particular pelo Conselho Nacional Curdo

As representações mais generosas do Curdistão sírio são as dos nacionalistas curdos, que produziram mapas que mostram o que consideram ser o Curdistão sírio. Geralmente é uma faixa estreita ao longo da fronteira entre a Síria e a Turquia, que se torna mais espessa para o leste. Dois mapas do Ekurd Daily de 2012 e 2013 cobriram todo o norte da Síria, incluindo quase toda a governadoria de al-Hasakah, a governadoria de Deir ez-Zor do norte, a governadoria de Raqqa do norte e a governadoria de Alepo do norte, bem como as regiões da governadoria de Idlib na fronteira com a província turca de Hatay, no 'Curdistão Ocidental'. Em 2013, o Curdistão sírio tornou-se sinônimo de áreas governadas pelo PYD, independentemente das maiorias étnicas. Essencialmente, o termo foi usado para designar as “áreas não contíguas com uma população curda” na região. Um mapa de 2015 de Nori Brimo, membro do Conselho Nacional Curdo, foi publicado, em grande parte refletindo os mapas do diário Ekurd, mas também incluindo a província de Hatay, dando assim a esta versão do Curdistão Ocidental acesso ao Mediterrâneo. Esses mapas incluem as vastas extensões de áreas predominantemente árabes entre as principais regiões curdas.

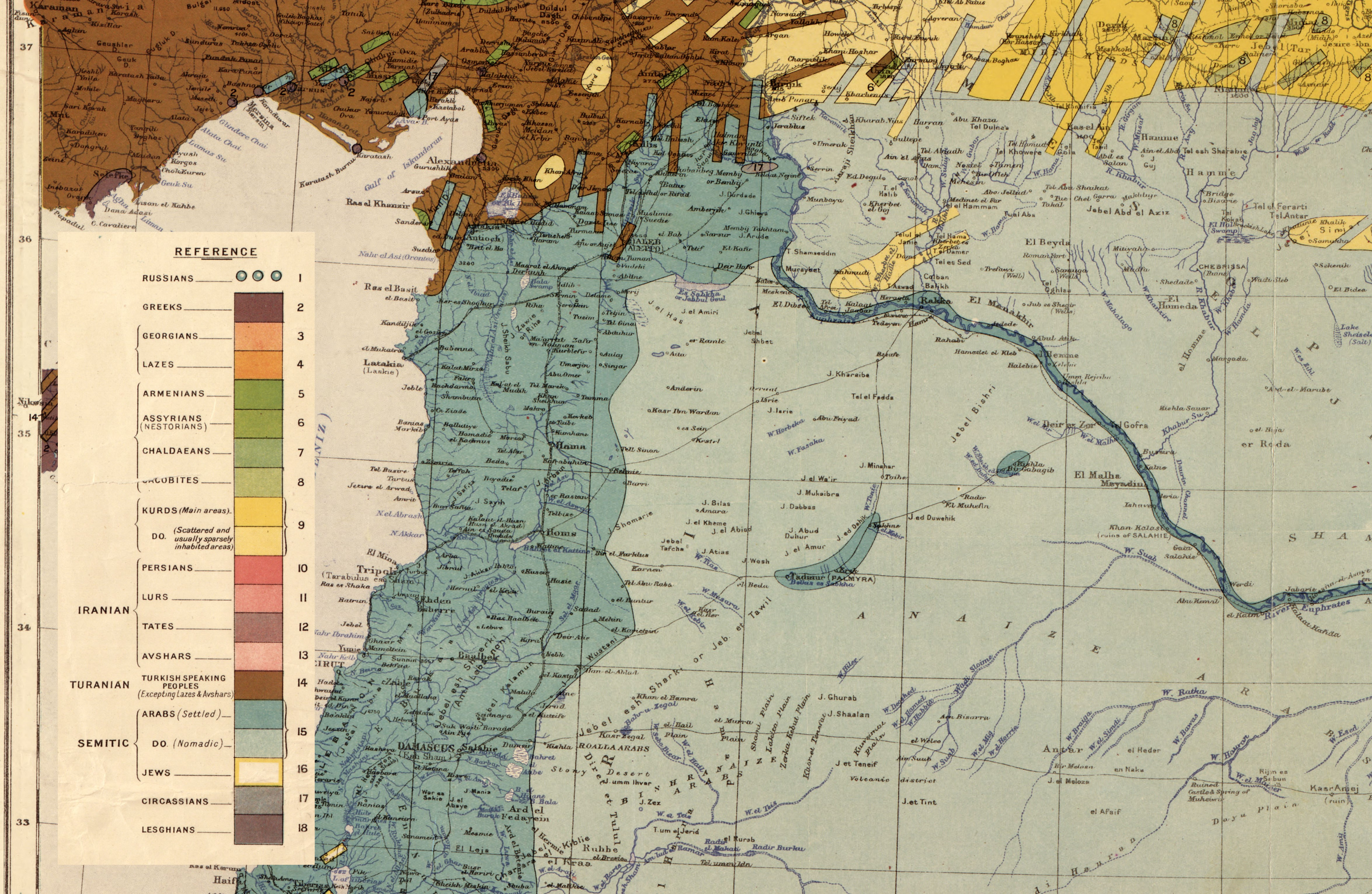
Mapa etnográfico britânico de 1910 de distribuição étnica na Síria

## História demográfica e seus efeitos na política governamental

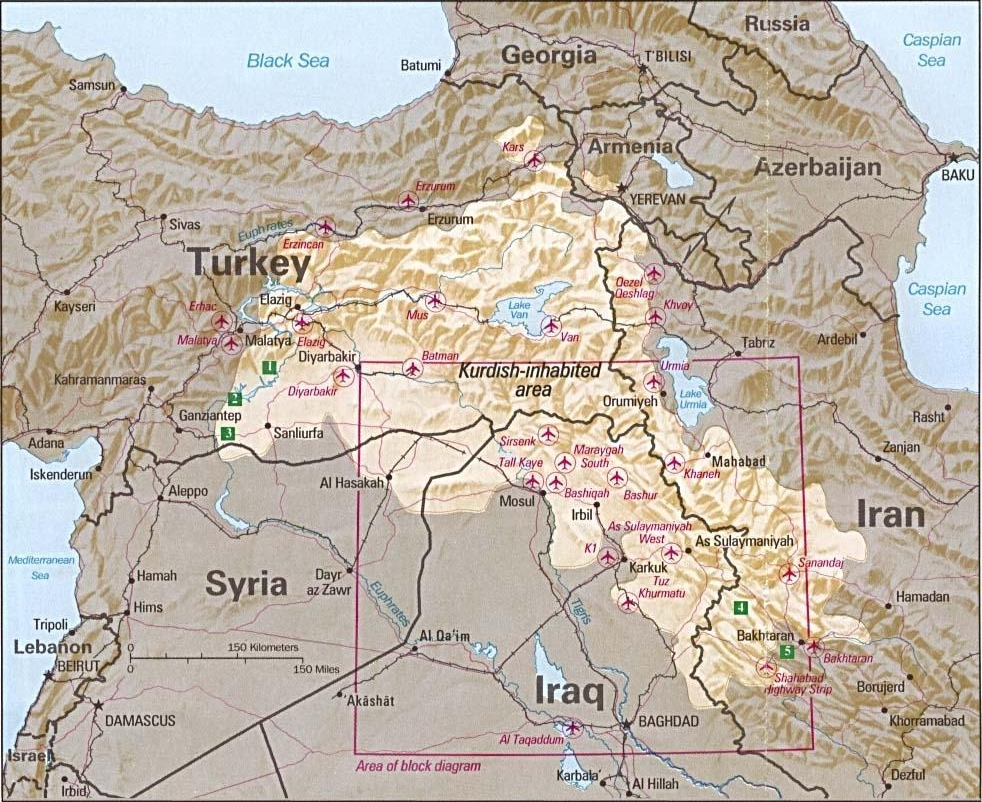
Mapa da CIA de 1992 de áreas habitadas por curdos

Os curdos são a maior minoria étnica na Síria e representam entre 5 e 16% da população síria em 2011 - entre 1,6 e 2,5 milhões de pessoas, embora esses números não incluam curdos arabizados. A população curda da Síria é relativamente pequena em comparação com as populações curdas dos países vizinhos, como a Turquia (14,4-16 milhões), Irã (7,9 milhões) e Iraque (4,7-6,2 milhões). A maioria dos curdos sírios fala curmânji, um dialeto curdo falado na Turquia, no nordeste do Iraque e no Irã. Muitos curdos sírios vivem em Alepo e Damasco, que não são considerados parte do Curdistão.
Estima-se que no início do XX século, um número desconhecido de curdos vivia na região curdo-Dagh; 16.000 curdos viviam na região de Jarabulus; e um número desconhecido vivia na província de Jazira, onde provavelmente eram a maioria. Na década de 1920, após o fracasso das rebeliões curdas na Turquia kemalista, houve uma migração significativa de curdos para a província síria de Jazira. Estima-se que 25.000 curdos fugiram nessa época para a Síria. De acordo com Stefan Sperl, esses recém-chegados curdos não representavam mais de 10% da população curda de Jazira na época. Todos obtiveram a cidadania das autoridades obrigatórias francesas, que reconheceram suas habilidades agrícolas. Relatórios oficiais franceses mostram a existência de 45 aldeias curdas em Jazira antes de 1927. Uma nova onda de refugiados chegou em 1929. As autoridades obrigatórias continuaram a encorajar a migração curda para a Síria, e em 1939 as aldeias eram numeradas entre 700 e 800. A estimativa de Sperl contradiz as estimativas dos geógrafos franceses Fevret e Gibert, que estimaram que em 1953 dos  de Jazira, os curdos agrícolas representavam 60.000 (41%), árabes nômades 50.000 (34%) e um quarto da população era Cristão.
Mesmo que os curdos tenham uma longa história na Síria, o governo sírio usou o fato de que muitos curdos fugiram para a Síria na década de 1920 para alegar que os curdos não são nativos do país e para justificar suas políticas discriminatórias contra eles. Muitos curdos de língua árabe são classificados como árabes pelo governo nacionalista árabe sírio.

Mapa de maquiagem étnica de 1976 da Síria (áreas habitadas por curdos estão sombreadas em rosa)

## Controvérsias
O termo Curdistão sírio é frequentemente usado no contexto do nacionalismo curdo, tornando-o um conceito controverso entre os defensores do nacionalismo sírio e árabe. Nacionalistas curdos extremistas usaram o conceito do Curdistão sírio para retratar os árabes da Alta Mesopotâmia como "rebanhos de colonos" estrangeiros, às vezes usando a migração relativamente pequena dos anos 1970 envolvida no cinturão árabe (semelhante ao uso pelo governo de migração curdo dos anos 1920) como justificativa, contribuindo assim para as tensões étnicas regionais. Uma resenha de livro do doutorando Mustapha Hamza sobre A Questão dos Curdos na Síria: Fatos, História e Mito argumentou que o "problema curdo na Síria" só pode ser resolvido como parte de uma solução nacional puramente síria, além das invenções do 'Ocidente Curdistão'. E de uma forma que coloca os curdos sírios no contexto de sua participação na sociedade síria e sua forma de estado institucionalizada como a República Árabe Síria", uma posição nacionalista árabe comum aos cidadãos árabes da Síria.